# Гакаєв Хусейн Вахайович
Хусе́йн Ваха́йович Гака́єв (чеч. Гакин Вахин кIант Хьусайн; нар. 8 липня 1970, Елістанжі, Веденський район, ЧІАРСР, СРСР — 24 січня 2013, Ведено, Чечня), також відомий як Емір Мансур та Емір Хусейн — чеченський польовий командир, бригадний генерал ЗС ЧРІ. У 2006 році (після загибелі попередніх амірів) обіймав посаду заступника командира Ісламської бригади «Джундуллах». З 2006 року був командувачем Шалінського сектору Східного фронту ЗС ЧРІ, згодом — у структурі організації Кавказький емірат. Після реорганізації структури Джамаата Нохчийчоь, обіймав посаду командувача Східного напрямку Вілайяту Нохчийчоь (Ічкерія) Імарату Кавказ, заступник голови ІК Доку Умарова (з липня 2011 року). Раніше призначався Умаровим міністром внутрішніх справ ЧРІ (у 2007 році) та аміром Вілаяту Нохчійчо ІК (у 2010 році).
У 2010 році вийшов з підпорядкування Умарова і на зустрічі чеченських польових командирів був проголошений головою ЧРІ, аміром ЧРІ («Аміром Нохчийчоь»), але у 2011 році знову присягнув Умарову.

## Біографія
Народився 8 липня 1970 року в Елістанжі, Веденського району, ЧІАРСР.
Брав участь у Першій російсько-чеченській війні в 1994—1996 роках, включаючи першу боротьбу проти промосковської чеченської опозиції, воюючи в підрозділах, якими командував Шаміль Басаєв. Після Хасав'юртівської угоди, яка завершила перший конфлікт, Гакаєв служив заступником командира Ісламської бригади «Джундуллах» в структурі Східного фронту збройних сил Чеченської Республіки Ічкерія (ЧРІ), а також був призначений еміром місцевого джамаату Елістанжі сектору Ведено.
Під час Другої російсько-чеченської війни Доку Умаров призначив Гакаєва командувачем Шалінського сектору Східного фронту ЗС ЧРІ/ІК. Заступником командувача Шалінським сектором був молодший брат Хусейна — Муслім, позивний «Дунга».
Також призначений заступником командувача Східного фронту ЗС Імарату Кавказ (призначений Доку Умаровим за рекомендацією командувача Аміра Асламбека).
В останньому Кабінеті міністрів ЧРІ під головуванням Доку Умарова Хусейн Гакаєв обіймав посаду міністра внутрішніх справ (з 7 березня до 7 жовтня 2007 року). Цю ж посаду він обіймав і в Імараті Кавказ (з 7 жовтня 2007 року).
20 серпня 2003 року Гакаєв убив імама Веденського району Шаймана Мадагова за «співпрацю з російською державою». Повідомляється, що Гакаєв також брав участь у рейді на Назрань 2004 року під командуванням Басаєва, під час якого захоплено практично весь склад зброї поліції Інгушетії. Операція вважається важливою віхою в кар'єрі Гакаєва і допомогла вивести його з рядів звичайних військових на вищий рівень керівництва повстанцями. Саме в цей момент російські джерела почали пов'язувати його з багатьма подібними операціями в регіоні.
З весни 2006 року до травня 2007 року Гакаєв був командувачем Шалінського напрямку Східного гірського фронту (у вересні 2006 року перейменовано на Південно-Східний фронт). Його призначив на посаду тодішній президент ЧРІ Абдул-Халім Садулаєв за поданням Басаєва, який тоді був військовим еміром Кавказького фронту.
З травня 2007 року по червень 2010 року Гакаєв був заступником командувача Південно-Східним фронтом, а в жовтні 2007 року був призначений на ту ж посаду на Східному фронті новоствореного Імарату Кавказ. Гакаєв керував Шалінськими горами, Шалінськими рівнинами, Аргунським і Атагінським секторами, а з червня 2010 року по вересень 2010 року був валі (командувачем) Вілаяту Нохчійчо.
Районом дій його партизанського загону є Веденський і Шалінський гірські та передгірні райони, а саме Елістанжі, Агішти, Ешілхатой і Агишбатой.

### Сім'я
Гакаєв був одним із шести братів, двоє з яких, старші Джамалай і Саїд-Усман, загинули в боях під час Першої російсько-чеченської війни. Його двоє інших братів загинули в боях під час Другої російсько-чеченської війни: Хасан у 2001 році та Різван у 2003 році, обидва в районі Ведено. Єдиний брат Хусейна, який вижив, Муслім (також відомий як «Амір Муслім» або «Дунга») був командувачем Шалінського сектору Східного фронту, а в 2009 році командував підрозділом терористів-смертників до самої смерті разом з Хусейном. Під час другої війни його сестра була викрадена і вважається зниклою безвісти з 2006 року разом із тисячами інших чеченців, які «зникли безвісти» з 1999 року.

## Політика
З 7 березня по 7 жовтня 2007 року Гакаєв обіймав посаду міністра внутрішніх справ в останньому кабінеті міністрів Чеченської Республіки Ічкерія під головуванням Докки Умарова. Пізніше він обіймав ту ж посаду в МВС Умарова Вілаяту Нохчійчо (Ічкерія) Імарату Кавказ.
25 липня 2010 року Умаров ненадовго призначив його валі Вілаяту Нохчійчо (на практиці — посада командувача силами чеченських повстанців). Після розриву в керівництві він був першим заступником нового лідера емірату Асламбека Вадалова.

## Емір Чечні
Після того, як Умаров відмовився від своєї відставки, Гакаєв, Вадалов і Тархан Газієв, а також арабський командир Муханнад відмовилися від присяги на вірність Умарову, критикуючи його авторитарне керівництво та його одностороннє рішення відмовитися від справи чеченської незалежності на користь кавказького панісламізму (Умаров пізніше також сказав, що вони критикували його за те, що він узяв на себе відповідальність за вибухи в московському метро 2010 року). Потім вони вивели себе та свої сили з-під командування Умарова. У відео вони також оголосили, що Гекаєв обраний еміром Чечні.
Через два місяці лідери заколоту також спільно звернулися до всіх чеченців, у тому числі за кордоном, які підтримують їхнє бачення вільної Чечні за ісламськими законами шаріату. Водночас Гакаєв наголосив, що чеченські бійці не відмовляються від ідеї спільного Північно-Кавказького емірату, в ім'я якого вони й далі боротимуться, і запевнив «братів» (одновірців-мусульман) у Дагестані, Інгушетії, Північній Осетії та Кабардино-Балкарії, що вони залишаться готовими надати їм допомогу.
У жовтні 2010 року чеченський уряд Рамзана Кадирова звинуватив Гакаєва в організації серпневого нападу на укріплене рідне село Кадирова Центорой, начебто діючи за наказом лідера чеченських націоналістів у вигнанні Ахмеда Закаєва. Кілька днів потому офіційний представник МВС Чечні знову звинуватив його в організації нападу на парламент Чечні як «спосіб голосно заявити, що він є новим лідером, і надіслати повідомлення своїм іноземним спонсорам» думку, яку розділили деякі незалежні оглядачі, такі як Павло Баєв або Юлія Латиніна. Закаєв, зі свого боку, формально визнав Гакаєва законним лідером Чечні під час війни, однак він відмовився від будь-якого зв'язку з нападом на парламент або будь-яких відомостей про те, хто за ним стоїть.

## Смерть
Згідно з пресрелізом МВС Чечні, приблизно 17 січня 2013 року в ущелині Шатойського району була виявлена добре замаскована база партизанів. Протягом наступних шести днів на території проводилася пошукова операція; 23 січня група озброєних осіб відкрила вогонь по поліції поблизу Елістанжі — рідного села Гакаєва — убивши двох і поранивши шістьох. Наступного дня тривали бої з повстанцями в лісистих горах Веденського району. За словами Рамзана Кадирова, з бійцями відбулася тривала розмова по радіо. Отримавши можливість здатися, Гакаєв відмовився, запропонувавши відпустити молодших бійців зі свого угруповання, які ще не скоїли серйозних злочинів. Кадиров стверджував, що потім бійці почали обстріл російських сил, після чого вирішено знищити угруповання.
Разом з Хусейном і Муслімом Гакаєвим загинули Іса Вагапов, Ахмед Лабазанов, Умар Дадаєв, Сідік Абазов, Руслан Сулейманов, Абурайк Юсупхаджієв, Ібрагім Сайдхасанов, Ваха-Мурад Бакаєв і Абуєзид Джабраїлов. Один боєць Іслам Темішев здався.